# Alois van Liechtenstein (1869-1955)

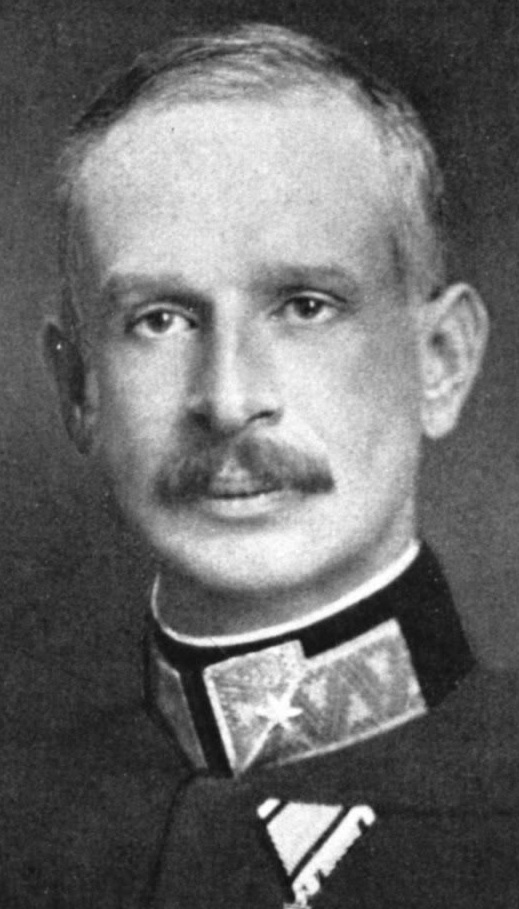
Prins Alois van Liechtenstein

Aloys Gonzaga Maria Adolf van Liechtenstein (Hollenegg, 17 juni 1869 – Vaduz, 16 maart 1955) was een prins van Liechtenstein.
Hij was het vierde kind en de tweede zoon van prins Alfred van Liechtenstein en prinses Henriette van Liechtenstein, een dochter van Alois II. 
Op 20 april 1903 trouwde hij met Elisabeth Amelie van Oostenrijk, een dochter van Karel Lodewijk van Oostenrijk en Maria Theresia van Bragança. De Oostenrijkse keizer Frans Jozef I was een oom van haar. Het paar kreeg de volgende kinderen:
- Frans Jozef (1906-1989), trouwde met Georgina von Wilczek (1921-1989)
- Marie Therese  (1908-1973), trouwde met Artur Graf Strachwitz von Gross-Zauche und Camminetz (1905-1996)
- Karel Alfred (1910-1985), trouwde met Agnes Christina van Oostenrijk (1928-2007)
- George (1911-1998), trouwde met Marie Christine van Württemberg (1924)
- Ulrich (1913-1978)
- Marie Henriëtte (1914-2011), trouwde met Peter Graf und Edler Herr von und zu Eltz genoemd Faust von Stromberg (1909-1992)
- Alois (1917-1967)
- Hendrik (1920-1993), trouwde met Amalie Gravin von Podstatzky-Lichtenstein (1935)

Prins Alois zag in 1923 af van zijn rechten op de troon van Liechtenstein, als mogelijke opvolger van zijn beide kinderloze ooms Johannes II en Frans I. Alois' zoon Frans Jozef volgde in 1938 Frans I als vorst van Liechtenstein op.